# Abda
Abda o Urraca de Pamplona "La Vascona" fue una hija de Sancho Garcés II Abarca, esposa de Almanzor y madre de Abderramán Sanchuelo. Se desconocen tanto sus fechas de nacimiento y fallecimiento, como de lo que fue de ella tras la muerte de Almanzor.

## Orígenes familiares
No hay un acuerdo sobre si fue una hija tenida con su mujer Urraca Fernández o si bien fue una hija ilegítima, tal y como la denomina Jaime de Salazar y Acha en su biografía en la Real Academia de la Historia, mientras que otros autores como Gonzalo Martínez Diez, la denominan como hija legítima.

## Biografía
Su padre la entregó a Almanzor en el 982 en el contexto de la firma de una tregua con él tras la denominada «campaña de las tres naciones», en la cual también entregó a su hermano Gonzalo como rehén a Córdoba.
Tuvo un hijo con Almanzor,  Abderramán Sanchuelo en el 984, que recibió el apodo "Sanchuelo" debido al parecido con su abuelo materno y al cual conocería el 4 de septiembre de 992 con motivo de una visita del monarca navarro a Córdoba para la firma de una tregua. Tras la muerte de Almanzor y de su medio hermano Abd al-Málik al-Muzáffar, Abderramán le sucedería en el control del califato durante unos meses antes de ser ejecutado en el 1009.

## Personalidad y apariencia
El poeta Abd al-Malik ibn Šuhayd describió a Abda en las cartas que enviaba a su nieto Abd al-Aziz ibn Ámir:

Tu abuela, por haber sido prometida de Almanzor por su padre, el rey Sancho Abarca de Navarra, era conocida como ˤAbda. Mujer de gran belleza y mucho poder, llevaba las riendas de todos sus asuntos. Cuando vio que su hijo ˤAbd al-Raḥmān había ido a visitarla con un pequeño invitado, sus ojos se llenaron de alegría. Inmediatamente me ofreció todo tipo de golosinas, invitándome a sentarme a su lado en su dormitorio, para conversar más cómodamente; como la cera, pude apreciar la línea perfecta que le partía el pelo por la mitad y sobre la que descansaba, espléndidamente, una preciosa diadema: según comentan, aquel regalo de Almanzor valía una pequeña fortuna
ˤAbd al-Malik ibn Šuhayd